# Ixora timorensis
Ixora timorensis är en måreväxtart som beskrevs av Joseph Decaisne. Ixora timorensis ingår i släktet Ixora och familjen måreväxter. Inga underarter finns listade i Catalogue of Life.